# Bullenberg (Bad Belzig)
Bullenberg ist ein Wohnplatz im Ortsteil Ragösen der Stadt Bad Belzig im Landkreis Potsdam-Mittelmark in Brandenburg.

## Geografische Lage

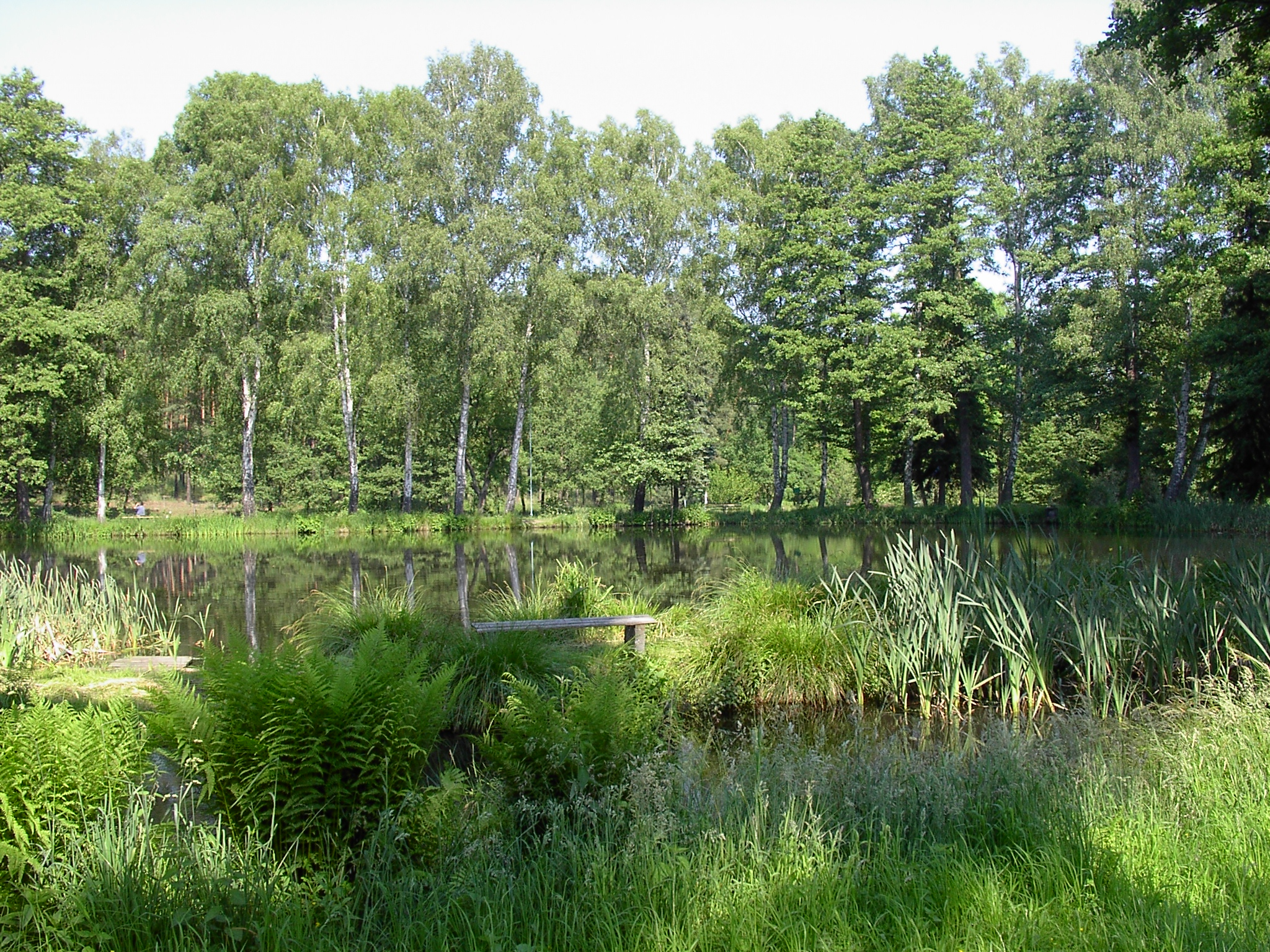
Mühlenteich

Der Wohnplatz liegt im Norden der Gemarkung und dort westlich des Ortsteils Ragösen. Dort steigt das Gelände nach Westen hin von rund 46 m ü. NHN Meter auf rund 58 m ü. NHN Meter hin an. Während der östliche Teil überwiegend landwirtschaftlich genutzt wird, ist der westliche Teil überwiegend bewaldet. Teile hiervon stehen wiederum als Bullenberger Bach/Klein Briesener Bach unter Naturschutz. Durch ihn fließt der Bullenberger Bach, der in die Temnitz entwässert.

## Geschichte
Das Amt Belzig Rabenstein errichtete Ende des 16. Jahrhunderts ein Forwergk am Bolenberg mit einer Schäferei, die 1591 erstmals urkundlich erwähnt wurde. Im Jahr 1640 war sie durch den Dreißigjährigen Krieg wüst gefallen und zum Teil abgebrannt. Im Jahr 1682 wurde über den Pullenberg berichtet: „steht seit 1635 öde und wüste, Äcker und Wiesen verpuscht, 14 Morgen (Mg) Acker ganz verwildert, 22 Mg Wiese, Teich und Garten haben vor diesem unter v. Thümen zu Klein Briesen gestanden“.
Nach 1702 entstand auf der Gemarkung eine Mühle, die sich in Privatbesitz befand. Aus ihr entwickelte sich bis 1743 in Bullenberg eine Schäferei sowie eine Mahl- und Schneidemühle. Beide gehörten im Jahr 1764 einem einzigen Mühlenbesitzer. Der Bullenberger Müller besaß im Jahr 1806 ein Wohn- und Mühlengebäude, Acker, Gärten und Wiesen sowie zwei Tagelöhnerhäuser. In Bullenberg wohnten im Jahr 1817 insgesamt 21 Personen. Die Siedlung entwickelte sich bis 1858 zu einer Kolonie mit Wassermühle, in der ein öffentliches, 13 Wohn- und 22 Wirtschaftsgebäude standen, darunter eine Wassergetreide- und Sägemühle. In Bullenberg lebten zu dieser Zeit 61 Personen; bis 1871 wuchs ihre Anzahl auf 94 Personen, im Jahr 1885 auf 115 Personen sowie im Jahr 1895 auf 128 Personen an.

## Kultur und Sehenswürdigkeiten
- Die Bullenberger Mühle, bestehend aus Mühlengebäude, Wohnhaus, Wirtschaftsgebäuden und Mühlenstau, steht unter Denkmalschutz.
- Naturschutzgebiet Bullenberger Bach/Klein Briesener Bach